# Beloved Jim
Beloved Jim é um filme mudo norte-americano de 1917, do gênero drama, produzido e lançado pela Universal Film Manufacturing Company. Foi dirigido por Stuart Paton e estrelado por Priscilla Dean. É um filme perdido.

## Elenco
- Harry Carter - 'Beloved' Jim Brockton
- Priscilla Dean - Mary, sua esposa
- J. Morris Foster - Donald, seu sobrinho
- Charles Hill Mailes - Robert McGregor
- Frank Deshon - Fritz Hahn
- Sydney Deane - Lawrence Darcy
- J. Edwin Brown - O mordomo
- Joseph W. Girard - O abandonado
- Mattie Witting - Dona de casa